# Cap-d'Ail

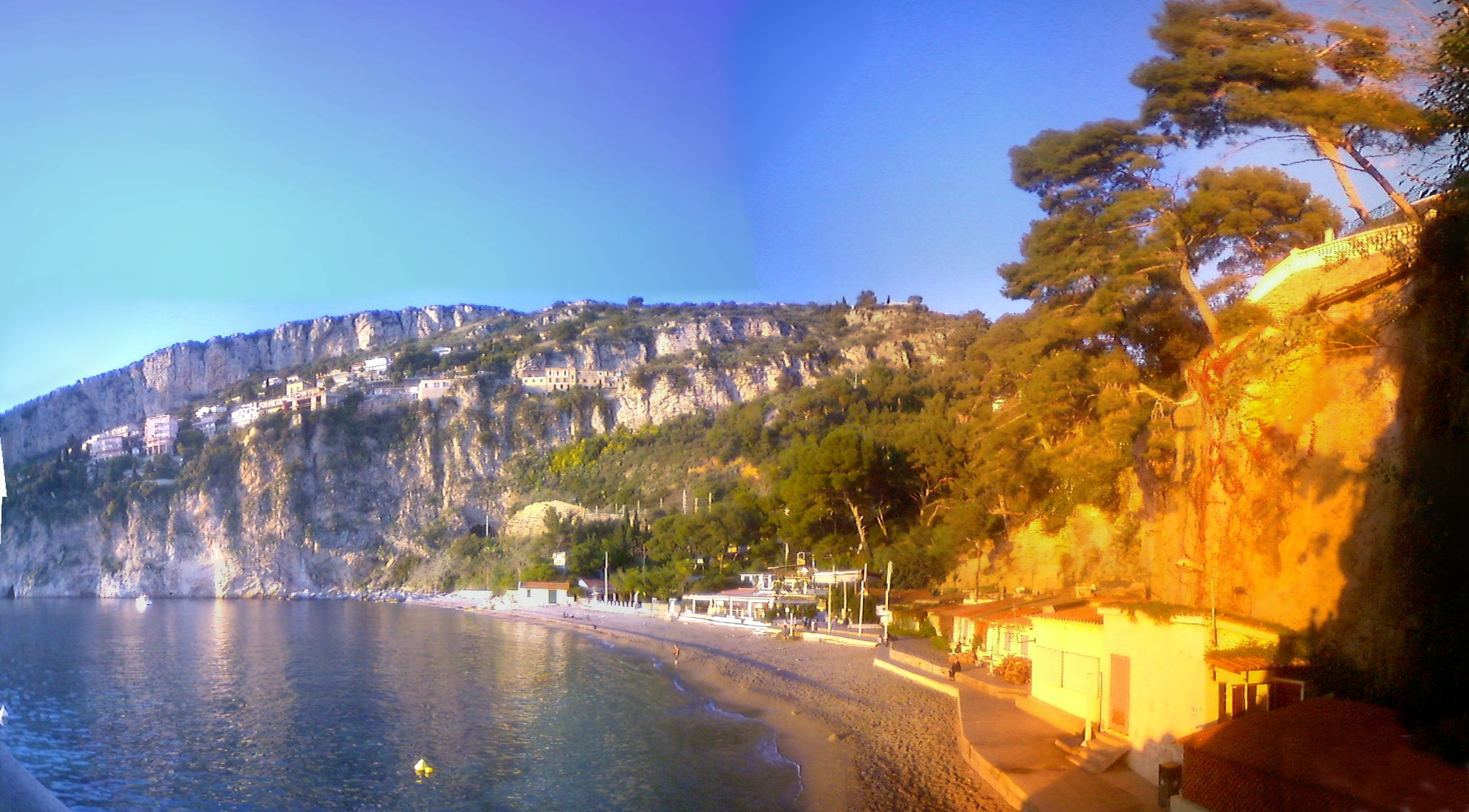
Beach of la Mala

Cap-d'Ail là một xã ở tỉnh Alpes-Maritimes, vùng Provence-Alpes-Côte d’Azur ở đông nam nước Pháp.